# بئر بن عابد
بئر بن عابد بلدية بدائرة القلب الكبير ولاية المدية الجزائرية. ظهرت جراء التقسيم الإداري سنة 1984.